# Євразійська інтеграція

Ступінь євразійської інтеграції різних країн (станом на 2013 рік)

В кінці 20-го — на початку 21-го століття під євразійською інтеграцією найчастіше розуміють економічне, політичне й гуманітарне зближення деяких країн пострадянського простору. Основою євразійської інтеграції є низка тристоронніх договорів між Білоруссю, Казахстаном та Росією. Суспільно-філософська концепція, що підтримує ідею євразійської інтеграції називається євразійством.

## Хронологія
8 грудня 1991 в Біловезькій пущі Республіка Білорусь, Російська Федерація і Україна утворили Співдружність Незалежних Держав (СНД). 21 грудня 1991 в Алма-Аті Угоду про утворення СНД підписали й інші держави, фактично припинивши існування Радянського Союзу.
1995 року Білорусь, Казахстан і Росія почали роботу з формування Митного союзу (МС), підписавши Угоду про Митний союз і Угоду про Митний союз між Російською Федерацією та Республікою Білорусь.
1996 року Білорусь, Казахстан, Киргизстан, Росія підписали Договір про поглиблення інтеграції в економічній і гуманітарній сферах, у якому в числі основних цілей інтеграції проголосили формування єдиного економічного простору, що передбачає функціонування спільного ринку товарів, послуг, капіталів і робочої сили, розвиток єдиних транспортних, енергетичних та інформаційних систем. У розвиток цих домовленостей 1999 року Білорусь, Казахстан, Киргизстан, Росія і Таджикистан підписали Договір про Митний союз і Єдиний економічний простір, відповідно до якого прийняли рішення про завершення формування Митного союзу і створення на його основі Єдиного економічного простору.
2000 року Білорусь, Казахстан, Киргизстан, Росія і Таджикистан з метою підвищення ефективності взаємодії, розвитку процесів інтеграції та поглиблення співпраці в різних областях заснували Євразійське економічне співтовариство (ЄврАзЕС). 2006 року до Спільноти приєднався Узбекистан. Пріоритетами нової міжнародної організації було визначено підвищення ефективності взаємодії і розвиток інтеграції.
2003 року президенти Білорусі, Казахстану, Росії та України, виходячи з концепції різнорівневої інтеграції в рамках СНД, уклали Угоду про формування Єдиного економічного простору з метою створення умов для стабільного та ефективного розвитку економік держав і підвищення рівня життя їх населення.
У серпні 2006 року на неформальному саміті глав держав — членів Євразійського економічного співтовариства в м. Сочі було прийнято рішення про активізацію роботи з формування Митного союзу Білорусі, Казахстану і Росії з подальшим можливим приєднанням до нього Киргизстан і Таджикистану. На основі досягнутих на саміті домовленостей Білорусь, Казахстан і Росія в жовтні 2007 року підписали Договір про створення єдиної митної території і формування Митного союзу.
У червні 2009 року вищий орган Митного союзу визначив етапи і терміни формування єдиної митної території Митного союзу, позначивши 1 січня 2010 як початок першого етапу її формування. На базі Митного союзу, що саме почав функціонувати, держави «трійки» перейшли до формування Єдиного економічного простору.
18 листопада 2011 президенти Білорусі, Казахстану й Росії підписали Декларацію про євразійську економічну інтеграцію і визначили 1 січня 2012 датою початку функціонування Єдиного економічного простору, що забезпечує свободу руху товарів, послуг, капіталу і трудових ресурсів. Глави трьох держав проголосили, що розвиток Митного союзу і Єдиного економічного простору має призвести до створення Євразійського економічного союзу. Того ж дня — 18 листопада 2011 року — президенти Білорусі, Казахстану й Росії підписали Договір про Євразійську економічну комісію, яка стала єдиним постійно діючим регулюючим органом Митного союзу і Єдиного економічного простору. До своєї роботи Євразійська економічна комісія приступила 2 лютого 2012.
19 грудня 2011 Вищий Євразійська економічна рада рішенням № 9 ввела в дію з 1 січня 2012 міжнародні договори, що формують Єдиний економічний простір. Реалізація цих та інших міжнародних договорів і домовленостей щодо збалансованої макроекономічної, бюджетної та конкурентної політики, щодо структурних реформ ринків праці, капіталів, товарів і послуг і щодо створення євразійських мереж у сфері енергетики, транспорту та телекомунікацій, визначена як основа створення до 1 січня 2015 Євразійського економічного союзу.
29 травня 2014 року в Астані Білорусь, Казахстан і Росії підписали угоду про перетворення Митного союзу в Євразійський економічний союз з 1 січня 2015 року.